# 阿尔丰德吉利亚
阿尔丰德吉利亚，是西班牙瓦伦西亚自治区卡斯特利翁省的一个市镇。总面积28平方公里，总人口921人（2001年），人口密度33人/平方公里。